# Alessandro Puzar
Alessandro Puzar (Ceva, 19 novembre 1968) è un pilota motociclistico italiano.

## Carriera
Ha esordito in sella ad una moto da cross all'età di 13 anni ed è l'unico crossista italiano a fregiarsi del titolo mondiale della classe 250.
Vince il SuperBowl di Genova del 1986; nel 1988 arriva la prima vittoria in una gara di campionato del mondo classe 125 in sella alla KTM e conclude il mondiale in quarta posizione.
Nel 1989 entra a far parte del team di Michele Rinaldi e diventa, in sella alla Suzuki, vicecampione della classe 125, alle spalle dello statunitense Trampas Parker.
Nel 1990 passa alla classe 250, sempre in sella alle Suzuki di Rinaldi, e conquista il suo primo alloro iridato, tra le vittorie della stagione si annoverano quelle di Markelo (Paesi Bassi) e Maggiora (Italia). Del GP italiano si ricorda inoltre la rimonta nella prima manche, dove, dall'ultima posizione, risalì fino al 4º posto, con un distacco finale di poco più di un secondo dal vincitore di manche.
Nel 1991 un infortunio al ginocchio gli impedisce di bissare il titolo, vinto da Parker.
Puzar ritorna alla vittoria nel 1995, quando, in sella ad una Honda gestita da Corrado Maddii, diventa campione nella classe 125, dopo un duello con l'italiano Alessio Chiodi, che si conclude solo all'ultima gara, disputata a Reil (Germania).
Nel 1997 passa alla italiana TM e rinnova il suo duello con Chiodi, ma stavolta termina alle sue spalle.
Nel 1999 tenta di diventare il secondo pilota al mondo (dopo Eric Geboers) a conquistare un titolo mondiale in tutte e tre le classi: passa, quindi, in classe 500 in sella alle Yamaha e ritorna a far parte del team Rinaldi; dopo un avvio scoppiettante in Francia, con tanto di vittoria, Puzar, causa infortuni, termina la stagione solo all'ottavo posto. Il titolo lo vince il suo compagno di squadra Andrea Bartolini.
Nel 2002 l'ultima vittoria in una gara di campionato del mondo, nella classe 125, in sella alla italiana Husqvarna a Sevlievo (Bulgaria) e la conquista, insieme a Bartolini e Chiodi, del prestigioso "Motocross delle Nazioni".
Anche dopo il ritiro dalle competizioni al massimo livello ha continuato a dedicarsi al motocross nelle competizioni "veterans" e, nel 2010 è incorso in un incidente piuttosto grave in allenamento.